# Whoops Now
«Whoops Now» es una canción de la cantautora estadounidense Janet Jackson, de su quinto álbum de estudio, Janet (1993). Fue lanzado como sencillo el 6 de marzo de 1995, como último sencillo del álbum. Las canción alcanzó el número uno en Nueva Zelanda y se ubicó entre las 20 mejores en varios países.
La revista británica Music Week le dio a "Whoops Now" tres de cinco estrellas, añadiendo que "este sencillo tiene un aire Motown poco característico y podría subir en las listas, ayudado por un bonito vídeo que lo acompaña".
El vídeo que acompaña a "Whoops Now" fue dirigido por Yuri Elizondo, el hermano menor del ex marido de Jackson, René Elizondo Jr., y muestra a Jackson y sus amigos divirtiéndose en el lugar de vacaciones favorito de Jackson, Anguila.